# Torino Comics
Torino Comics è un salone e mostra mercato del fumetto, nata nel 1994, che si svolge in primavera al Lingotto Fiere di Torino, dedicato alla cultura pop. La manifestazione, che nel 2024 ha celebrato il suo trentesimo anno, attrae ogni anno più di 60.000 visitatori e si sviluppa su una superficie di oltre 40.000 mq.
Fra le nuove aree si menziona la Zona Rossa, format che vuole raccontare il mondo del fumetto erotico e parlare senza tabù di sessualità ed educazione sessuale.
Torino Comics ha anche una versione natalizia, l'Xmas Comics & Games, che si svolge a metà dicembre all'Oval Lingotto Fiere.
Torino Comics è organizzata da GL events Italia, società che a Torino gestisce anche il Quartiere fieristico Lingotto Fiere e Just For Fun, società di eventi. 

## Edizioni

### Edizione sperimentale

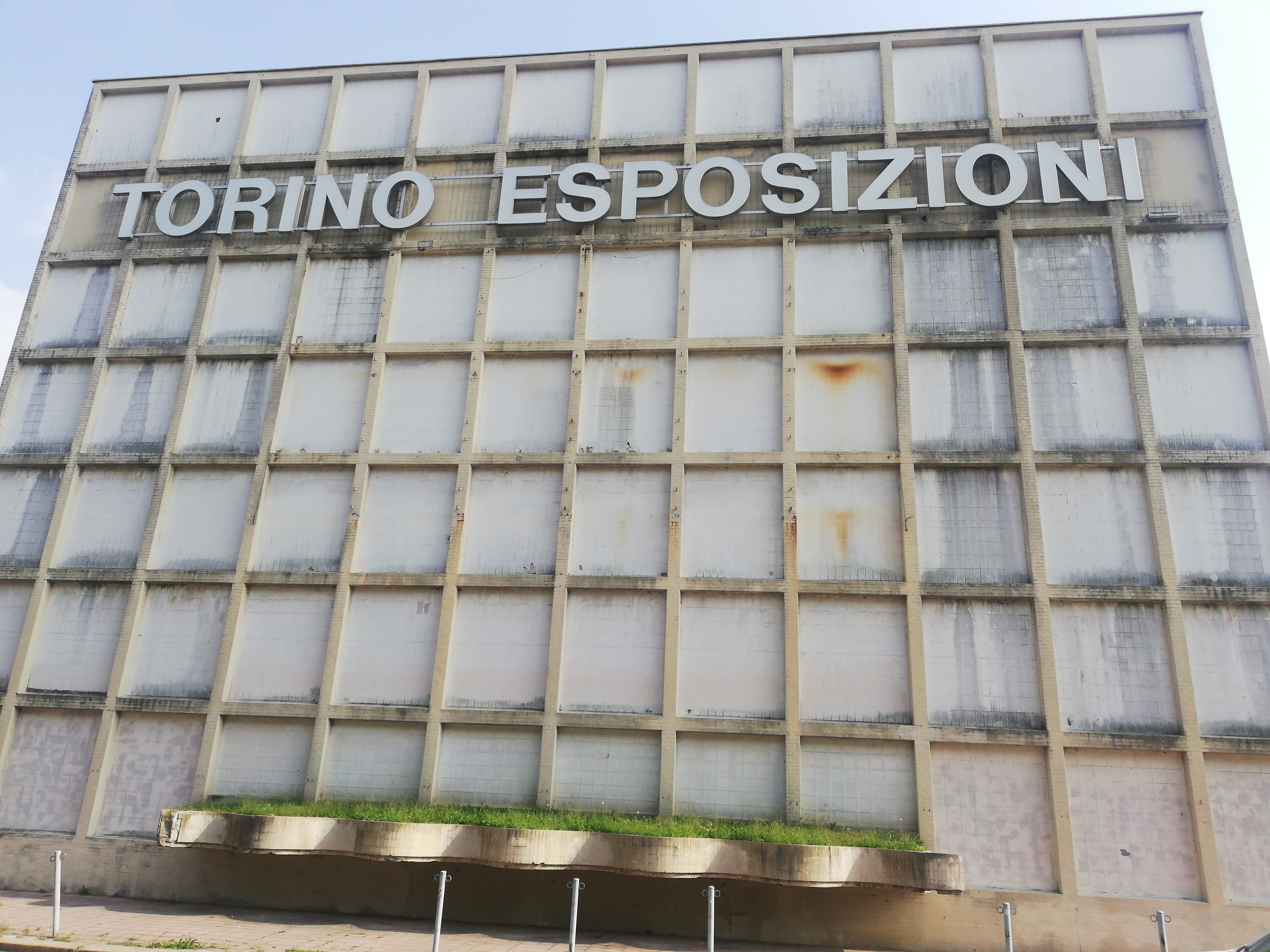
Torino Esposizioni, sede del Torino Comics dal 1994 al 2003

Il 4 e il 5 giugno 1994 vi fu a Torino una edizione sperimentale del Torino Comics. Si svolse a Torino Esposizioni nel padiglione 4A, situato in Viale Boiardo.

### I edizione
La prima edizione ufficiale della fiera del fumetto torinese si svolse nell'arco di tre giorni tra il 3 e il 5 febbraio 1995. La sede era il padiglione 4 di Torino Esposizioni. Alcuni autori presenti furono:
- Guido Silvestri, in arte Silver
- Giorgio Cavazzano
- Ade Capone

- Claudio Chiaverotti
- Giovan Battista Carpi

Vi parteciparono inoltre Silvio Pautasso e il regista Enzo D’Alò uno dei promotori della manifestazione fu inoltre l'allora Assessore alla Cultura della Regione Piemonte Giampiero Leo.

### II edizione
La seconda edizione durò quattro giorni tra il 16 e il 18 febbraio 1996, visto l'aumento di pubblico e interesse fu organizzata nel padiglione centrale di Torino Esposizioni. Vi parteciparono come ospiti:
- Jim Lee
- J. Scott Campbell
- Adam Hughes

- Alex Garner
- Massimiliano Frezzato
- Vittorio Giardino

Torneranno inoltre a partecipare alla manifestazione Ade Capone e Giovan Battista Carpi.

### III edizione
La terza edizione si svolse nell'arco di due giorni tra l'1 e il 2 marzo 1997. Gli ospiti presenti furono:
- Vittorio Giardino
- Massimiliano Frezzato

- Luigi Piccatto
- Gino Vercelli

Anche questa edizione si svolse a Torino Esposizioni.

### IV edizione
Questa edizione della fiera si svolse come la precedente nell'arco di due giorni ovvero dal 21 marzo al 22 marzo 1998. Va ricordato che in questa edizione viene, per la prima volta, consegnato il Premio Pietro Miccia.

### V edizione
Come la precedente anche questa volta la manifestazione si svolse in soli due giorni tra il 17 e il 18 aprile 1999. Due autori presenti furono: Alfredo Castelli e Carlo Peroni.

### VI edizione
Questa edizione torna a durare tre giorni proprio come avvenne per la prima, iniziò il 7 aprile e finì il 9 aprile 2000.

### VII edizione
Come la precedente anche questa volta la fiera durerà tre giorni tra il 27 e il 29 aprile 2001. Alcuni degli autori presenti furono:
- Romano Scarpa
- Gallieno Ferri
- Mark Bagley

- Franco Bruna
- Maurizio Manzieri

Nasce inoltre il "Quartiere giapponese" uno spazio della fiera dedicato solamente a tutto ciò che riguarda l'estremo oriente, e che diventerà un appuntamento fisso per tutte le edizioni successive. Come tutte le precedenti edizioni anche questa si svolse a Torino Esposizioni.

### VIII edizione
Questa edizione durò ben quattro giorni dal 25 aprile al 28 aprile 2002. Alcuni artisti presenti furono:
- Don Rosa
- Giorgio Cavazzano
- Benoît Peeters
- François Schuiten

- Carlo Rambaldi
- Leone Cimpellin
- Leo Ortolani
- Luca Enoch

Anche quest'anno la location è sempre Torino Esposizioni.

### IX edizione
A differenza della precedente questa volta la fiera durò solo tre giorni dal 9 maggio all'11 maggio 2003. Alcuni artisti presenti furono:
- Roy Thomas
- Jean-Claude Mézières
- Claude Moliterni
- Simone Bianchi

- Massimiliano Frezzato
- Marco Patrito
- Luca Enoch
- Mario Alberti

- Alfredo Castelli
- Luca Genovese
- Gianfranco Grieco

Come le edizioni precedenti anche quest'anno Torino Comics si svolge a Torino Esposizioni che comincia però ad avere problemi di spazio visto l'aumento del 20% della fiera.

### X edizione

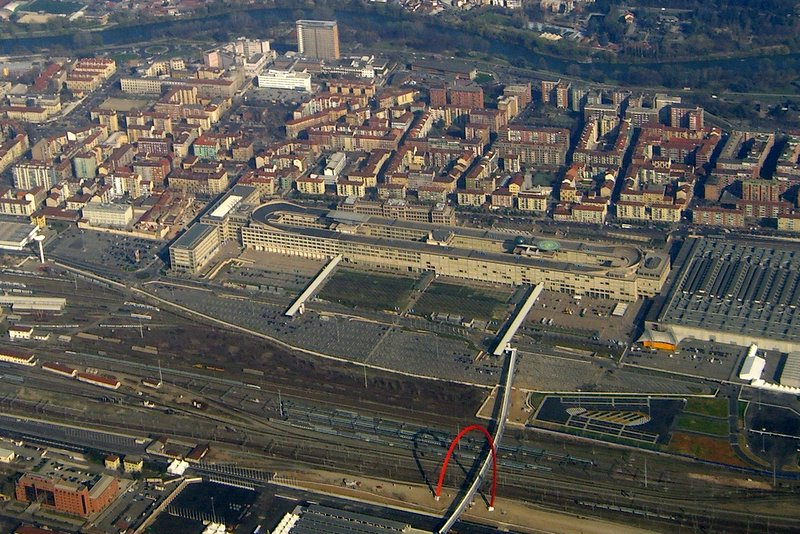
Lingotto Fiere visto dall'alto, sede del Torino Comics dal 2004 a oggi.

La decima edizione si è svolta dal 23 aprile al 25 aprile 2004. Alcuni degli artisti presenti furono:
- Jim Lee
- Sergio Toppi
- Lee Bermejo
- Giuseppe Camuncoli
- Tito Faraci

- Giorgio Cavazzano
- Ivo Milazzo
- Giancarlo Berardi
- François Corteggiani

Dopo dieci anni la fiera cambia locazione e si trasferisce al più capiente Lingotto. Compare inoltre per la prima volta la libreria.

### XI edizione
Questa edizione si svolse dal 1º aprile al 3 aprile 2005. Alcuni degli artisti presenti furono:
- Juan Giménez
- Vittorio Giardino
- Oscar Cosulich
- Stefano Della Casa
- Gianfranco Goria
- Gian Paolo Caprettini

- Luca Boschi
- Luigi F. Bona
- Massimiliano Frezzato
- Simone Bianchi
- Marco Bianchini

- Marco Santucci
- Patrizio Evangelisti
- Joseph Vig
- Flavio Troisi
- Sergio Cavallerin

Tra le mostre, l'esposizione delle tavole originali e gli studi de I custodi del maser di Massimiliano Frezzato.

### XII edizione

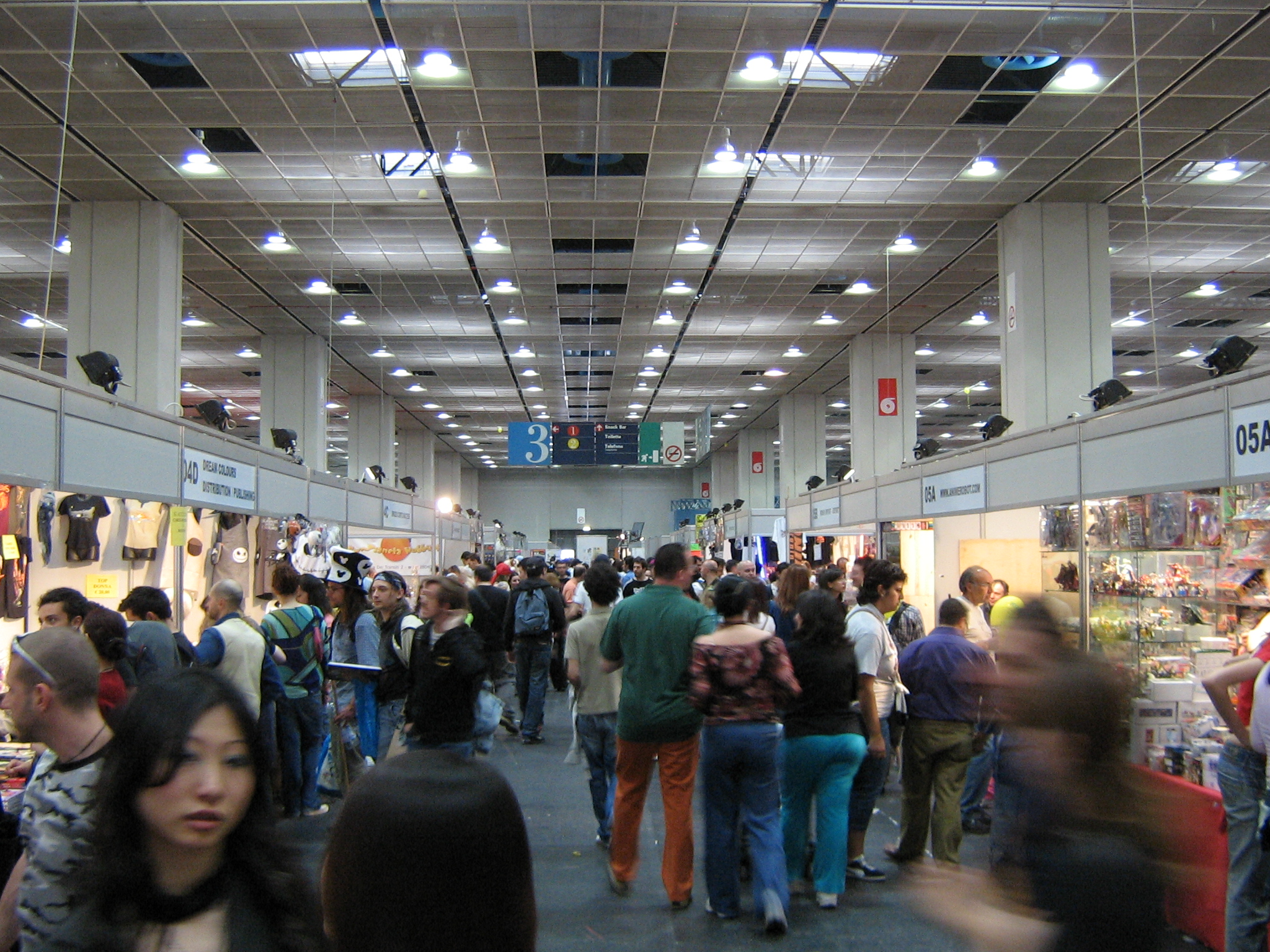
Espositori all'ingresso della fiera

L'edizione 2006 (12ª) si è svolta dal 19 maggio al 21 maggio al Lingotto Fiere, padiglione 3. In programma: incontri con autori, conferenze, lo spazio giochi ed il consueto appuntamento con i cosplayers. Riconfermata la presenza della 501ª Legione Italica, che ha "presidiato" la conferenza Star Trek contro Star Wars. La manifestazione ha registrato 14.122 presenze.

#### Conferenze
- Fumetto e professione: a cura di Ivo Milazzo, partecipano il senatore Franco Danieli, Marco Cattaneo (SILF/SLC/CGIL) e Vittorio Pavesio.
- Star Trek contro Star Wars: Angelica Tintori e Fulvio Gatti, moderati da Luigi Rosa confrontano le due saghe storiche della fantascienza.

##### Will Eisner: conferenza di Claude Moliterni

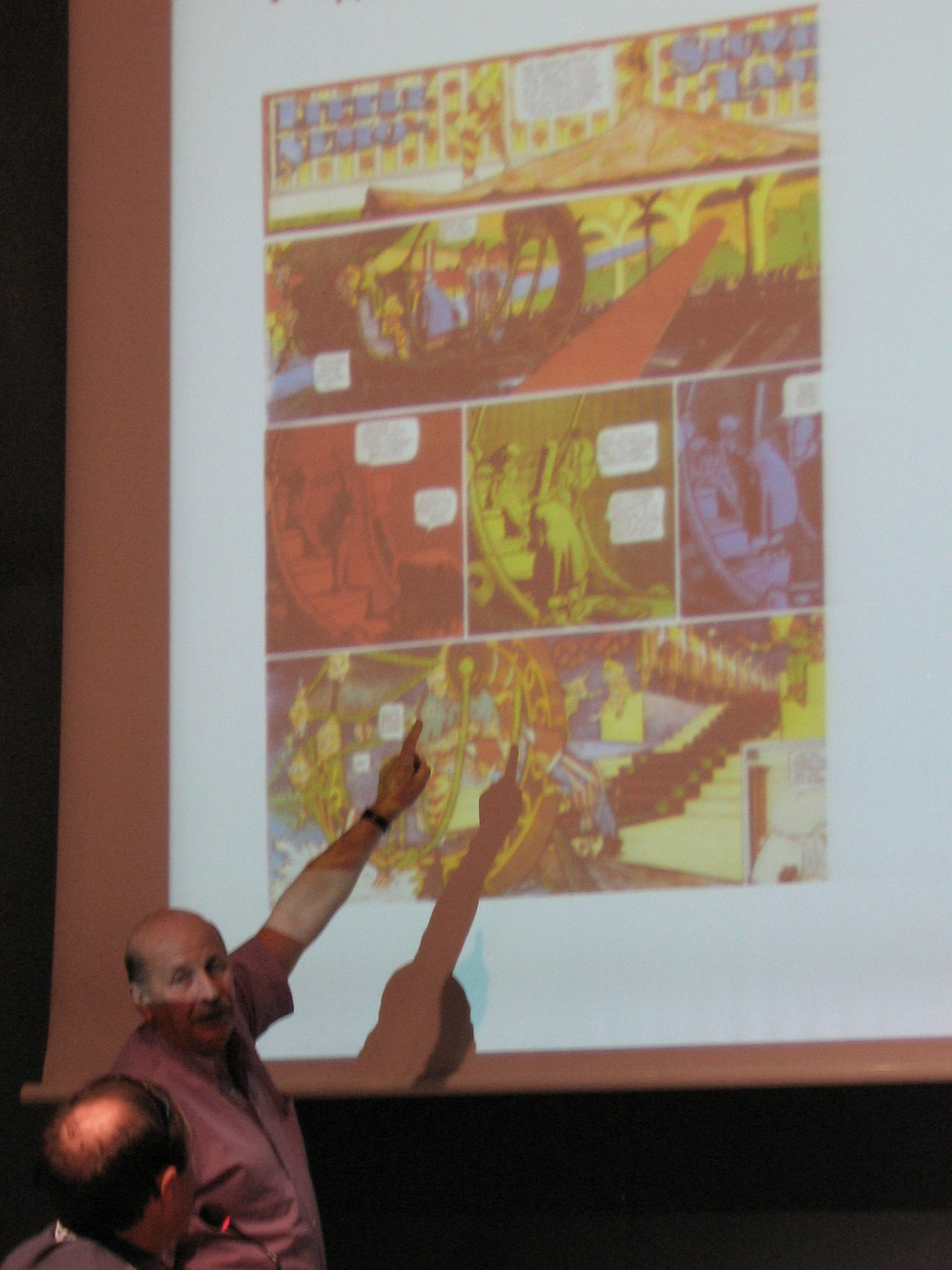
Moliterni analizza una tavola di Little Nemo

Domenica alle 12.00 Claude Moliterni, cofondatore del Festival d'Angoulême, tiene una conferenza su Will Eisner davanti ad uno sparuto ma attento pubblico. Dell'autore statunitense sottolinea l'importanza delle innovazioni e più in generale del suo lavoro, che diverrà riferimento di autori anche italiani, nonostante sia rimasto quasi sconosciuto ad un pubblico più vasto. Alternando italiano e francese, che afferma di utilizzare per maggiore accuratezza nell'affrontare le tematiche più complesse, Moliterni fa seguire alla parte su Eisner una trattazione di ampio respiro in cui confronta differenti autori e stili, raccontando anche qualche aneddoto.
All'apertura della conferenza Moliterni riceve "a sorpresa" un premio dagli organizzatori di Torino Comics.

#### Torino Cosplay
Seguendo la sfilata non competitiva del sabato, la domenica alle 15.00 comincia la sfilata competitiva, inframezzata da esibizioni in arti marziali.

#### Autori agli stand
Alcuni degli artisti ed autori presenti furono:
- Mario Alberti
- Alessandro Barbucci
- Simone Bianchi
- Marco Bianchini
- Barbara Canepa
- Andrea Cascioli
- Claudio Chiaverotti
- Luca Enoch

- Patrizio Evangelisti
- Gallieno Ferri
- Massimiliano Frezzato
- Tanino Liberatore
- Ivo Milazzo
- Elena Pianta
- Luigi Piccatto
- Alessandro Poli

- Fabrizio Russo
- David Sala
- Marco Santucci
- Cristiano Spadavecchia
- Paolo Eleuteri Serpieri
- Luigi Vercelli
- Joseph Viglioglia

Sabato e domenica, ospite non annunciato, Sergio Toppi si esibiva e autografava i propri lavori in vendita al relativo stand.

### XIII edizione
La tredicesima edizione di Torino Comics si è tenuta all'interno della XX Salone Internazionale del Libro di Torino, per cui l'evento è stato spostato in una affollata, e per i primi 3 giorni, afosa tensostruttura (padiglione 4), suscitando le lamentele di visitatori ed espositori, soprattutto per la scarsa rilevanza data all'evento e le condizioni ambientali dell'area preposta a ospitare la manifestazione rispetto agli altri padiglioni della stessa Fiera del libro. Tutta la fiera durò dal 10 al 14 maggio 2007. Con 5 giorni, è l'edizione più lunga mai esistita in tutta la storia del Torino Comics.

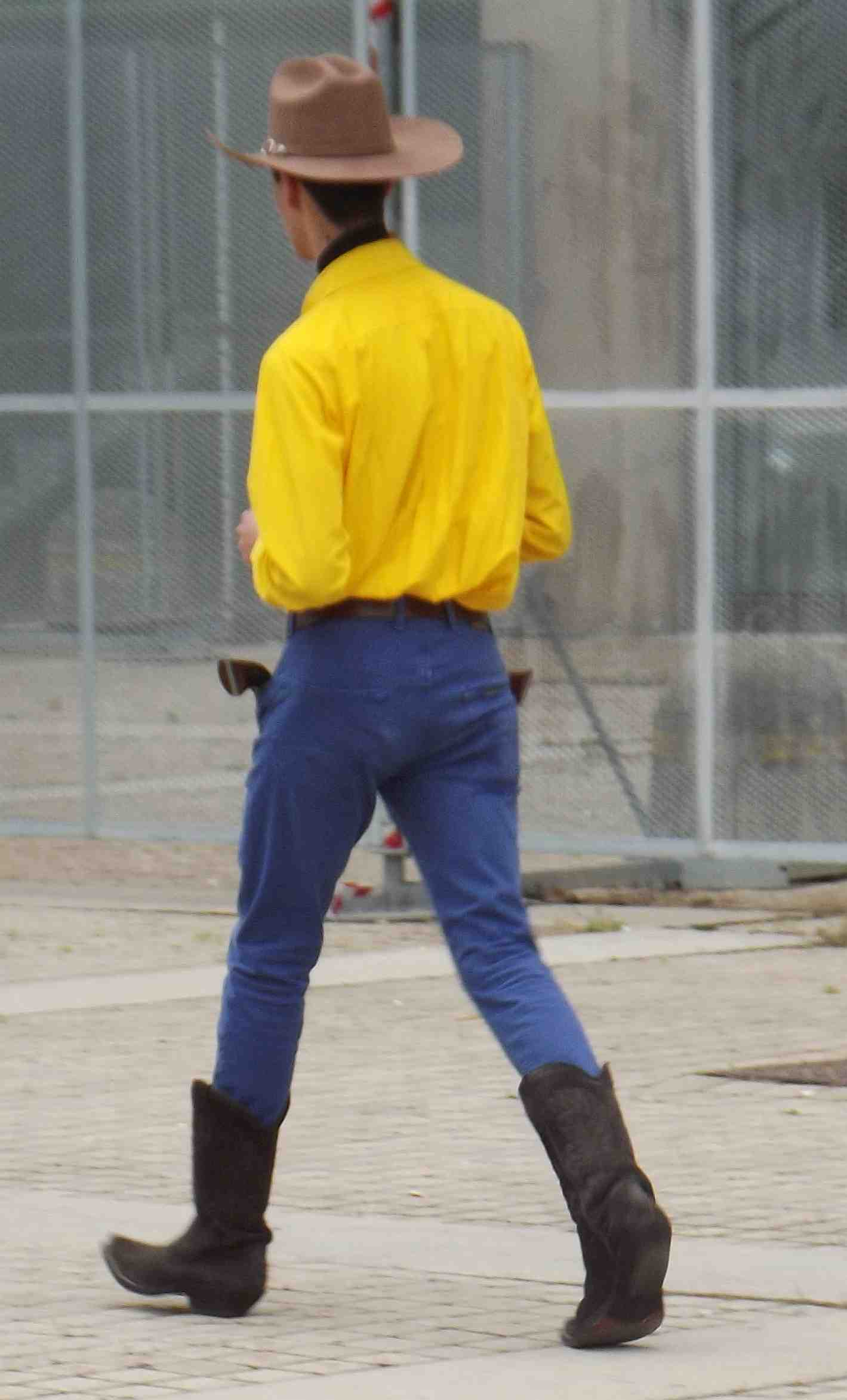
Un cosplayer che interpreta Tex Willer alla edizione 2014

### XIV edizione
Nel 2008 vi è una doppia edizione del Torino Comics.

#### Fiera Internazionale del Libro 2008
La prima parte edizione si svolse dall'8 al 12 maggio 2008 durante la fiera del libro.

#### Torino Comics tradizionale
L'edizione vera e propria si svolse invece tra il 6 e l'8 giugno 2008 al Lingotto. Alcuni artisti presenti furono:
- Marco Rota
- Judith Park
- Carlo Ambrosini

- Pasquale Ruju
- Tito Faraci
- Giorgio Cavazzano

Partecipò inoltre alla consegna del premio Pietro Miccia il Consigliere Regionale Giampiero Leo.

### XV edizione
La quindicesima edizione si svolse dal 17 al 19 aprile 2009.

### XVI edizione
La sedicesima edizione si svolse tra il 9 e l'11 aprile 2010.

### XVII edizione
La diciassettesima edizione si svolse tra l'8 e il 10 aprile 2011. Tra gli ospiti ci fu il fumettista Don Rosa.

### XVIII edizione
La diciottesima edizione si è svolta tra il 13 e il 15 aprile 2012.

### XIX edizione
La diciannovesima edizione si svolse tra il 12 e il 14 aprile 2013.

### XX edizione
La ventesima edizione si svolse tra l'11 e il 13 aprile 2014.

### XXI edizione
La ventunesima edizione si svolse tra il 17 e il 19 aprile 2015. Tra gli ospiti Leo Ortolani e Paolo Eleuteri Serpieri.

### XXII edizione
La ventiduesima edizione si svolse tra il 15 e il 17 aprile 2016.

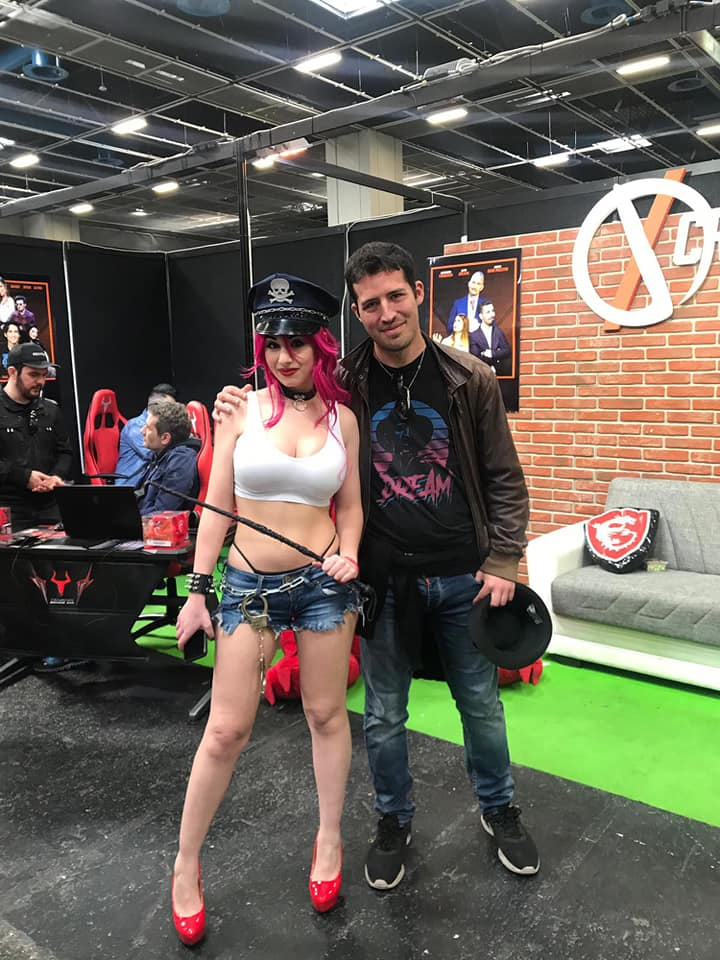
La cosplayer Giada Robin con un fan alla 25ª Edizione di Torino Comics

### XXIII edizione
La ventitreesima edizione si svolse tra il 21 e il 23 aprile 2017.

### XXIV edizione
La ventiquattresima edizione si svolse tra il 13 e il 15 aprile 2018.

### XXV edizione
La venticinquesima edizione si svolse tra il 12 e il 14 aprile 2019.

### XXVI edizione
La ventiseiesima edizione si svolse tra il 10 e il 12 giugno 2022 dopo le edizioni cancellate del 2020 e 2021 a causa della pandemia di COVID-19.

### XXVII edizione
La ventisettesima edizione si svolse tra il 14 e il 16 aprile 2023.

### XXVIII edizione
La ventottesima edizione si svolse tra il 12 e il 14 aprile 2024.

### XXIX edizione
La ventinovesima edizione si svolse tra l'11 al 13 aprile 2025.

### XXX edizione
La trentesima edizione si svolgerà tra il 17 e il 19 aprile 2026.

## Xmas Comics & Games
Xmas Comics & Games è una fiera del fumetto e del videogioco, nata nel 2014, che si svolge in inverno al Lingotto Fiere di Torino.
Inizialmente nato come evento speciale per il ventesimo anniversario dall'edizione sperimentale del Torino Comics, nel corso degli anni è cresciuto fino a diventarne la sua edizione invernale.
Nel 2024 ha raggiunto il suo decimo anniversario.

### Edizioni

#### I edizione
La prima edizione dell'Xmas Comics & Games si è svolta il 14 dicembre 2014 come evento speciale di un giorno in occasione del ventesimo anniversario dell'edizione sperimentale del Torino Comics (che si è svolta nel 1994).

#### II edizione
La seconda edizione si svolse tra il 12 e il 13 dicembre 2015.

#### III edizione
La terza edizione si svolse tra il 17 e il 18 dicembre 2016.

#### IV edizione
La quarta edizione si svolse tra il 16 e il 17 dicembre 2017.

#### V edizione
La quinta edizione si svolse tra il 15 e il 16 dicembre 2018.

#### VI edizione
La sesta edizione si svolse tra il 14 e il 15 dicembre 2019.

#### VII edizione
La settima edizione si svolse tra l'11 e il 12 dicembre 2021 dopo l'edizione cancellata del 2020 a causa della pandemia di COVID-19. 
Si tratta dell'unica edizione disputata in quell'anno in quanto il Torino Comics 2021 fu anch'esso cancellato.

#### VIII edizione
L'ottava edizione si svolse tra il 10 e l'11 dicembre 2022.

#### IX edizione
La nona edizione si svolse tra il 16 e il 17 dicembre 2023.

#### XX edizione
La decima edizione si svolse tra il 14 e il 15 dicembre 2024 in concomitanza con il decimo anniversario della fiera.

#### XXI edizione
La ventunesima edizione si svolgerà tra il 13 e il 14 dicembre 2025.